# Robert Wentworth
Robert Wentworth Little (1840 - 11 avril 1878), franc-maçon, a été trésorier de la Grande Loge Unie d'Angleterre. Il disait avoir été initié dans la Rose-Croix à Edimbourg, au sein d'une société rosicrucienne écossaise dirigée par Anthony O'Neal Haye. Ce dernier aurait possédé le plus ancien grade maçonnique rosicrucien existant. En 1870, il introduisit le Rite de Misraïm en Angleterre, que John Yarker finira par incorporer à celui de Memphis-Miraïm. Vers 1866, il fonda la Societas Rosicruciana in Anglia.